# Thalassomysis sewelli
Thalassomysis sewelli är en kräftdjursart som beskrevs av W. M. Tattersall 1939. Thalassomysis sewelli ingår i släktet Thalassomysis och familjen Mysidae. Inga underarter finns listade i Catalogue of Life.